# Glenea duodecimplagiata
Glenea duodecimplagiata là một loài bọ cánh cứng trong họ Cerambycidae.